# Communauté de communes de Rochefort-Montagne
Die Communauté de communes de Rochefort-Montagne ist ein ehemaliger französischer Gemeindeverband mit der Rechtsform einer Communauté de communes im Département Puy-de-Dôme in der Region Auvergne-Rhône-Alpes. Sie wurde am 5. Oktober 1999 gegründet und umfasste 14 Gemeinden. Der Verwaltungssitz befand sich im Ort Rochefort-Montagne.

## Historische Entwicklung
Mit Wirkung vom 1. Januar 2017 fusionierte der Gemeindeverband mit der Sancy Artense Communauté und bildete so die Nachfolgeorganisation Communauté de communes Dômes Sancy Artense.

## Ehemalige Mitgliedsgemeinden
1. Aurières
2. Ceyssat
3. Gelles
4. Heume-l’Église
5. Laqueuille
6. Mazaye
7. Nébouzat
8. Olby
9. Orcival
10. Perpezat
11. Rochefort-Montagne
12. Saint-Bonnet-près-Orcival
13. Saint-Pierre-Roche
14. Vernines